# Kaj Pindal
Kaj Gøtzsche Pindal (Copenhague, 1 de diciembre de 1927-Ontario, 28 de junio de 2019) fue un animador y profesor de animación nacionalizado canadiense. En 1957 trabajó en National Film Board of Canada. Dirigió el corto What on Earth! y la serie animada Peep and the Big Wide World.

## Biografía
Kaj Pindal nació en 1927 en Copenhague (Dinamarca). Comenzó su carrera como animador durante la ocupación de Dinamarca por la Alemania nazi donde fue forzado a huir de su ciudad natal de Copenhague. Después de la Segunda Guerra Mundial, hizo anuncios de sus proyectos animados en el sitio cinematográfico Nordisk Film (Suecia). Trabajó en múltiples películas y cintas de la UNESCO. En 1957, emigró a Canadá y se unió a la National Film Board of Canada (NFB) el mismo año.
En 1966, dirigió el corto What on Earth! junto con Les Drew, el cual en 1967 fue nominado a Óscar al mejor cortometraje animado por su y el trabajo de Robert Verrall y Wolf Koenig. Pindal siguió trabajando en NFB donde en 1970 dirigió el corto The City: Osaka. En 1979, Pindal trabajó en su propio documental Laugh Lines (NFB).
En 1990, escribió el libro The Karate Kids Book: What We Need to Know about AIDS con Mark Connolly.
En 2004, creó la serie animada para niños Peep and the Big Wide World basada en su corto de 1988 con el mismo nombre, y el corto de 1962 The Peep Show (NFB). La serie fue transmitida en Discovery Kids y TLC.
Falleció a la edad de 91 años.